# Кабрал, Фернанду
Фернанду Суареш Кабрал Монтейру (порт. Fernando Soares Cabral Monteiro; 22 февраля 1928, Порту, Порту — 20 января 2008, Порту) — португальский политик, мэр Порту (1986—1990).

## Биография
Родился в небогатой семье. Начал работать журналистом Diário do Norte, затем работал в газете Jornal de Notícias. Учился на факультете права Коимбрского университета. Вскоре Кабрал занял пост вице-президента совета директоров футбольного клуба Порту.
После Революции гвоздик Фернанду вместе с Франсишку Са Карнейрой входит в группу основателей Народно-демократической партии (ныне Социал-демократическая партия). Кабрал занимал несколько политических должностей, в том числе должность заместителя гражданского губернатора Порту. 
15 декабря 1985 года избран мэром Порту. За четыре года своего пребывания на этом посту Фернанду Кабрал запустил программу по ликвидации трущоб в муниципалитетах, вместе с Городским советом Порту выкупил Театр Риволи и внёс свой большой вклад в осуществление проекта Via de Cintura Interna.  
15 сентября 1989 года он выставил свою кандидатуру в городской совет Порту в качестве независимого кандидата от Социал-демократической партии после ухода из Партии социально-демократического центра. Однако на выборах победила Социалистическая партия, поэтому Кабралу не удалось переизбраться на второй срок. 
Похоронен в семейной могиле на кладбище Аграмонте.